# Hilton Theissen

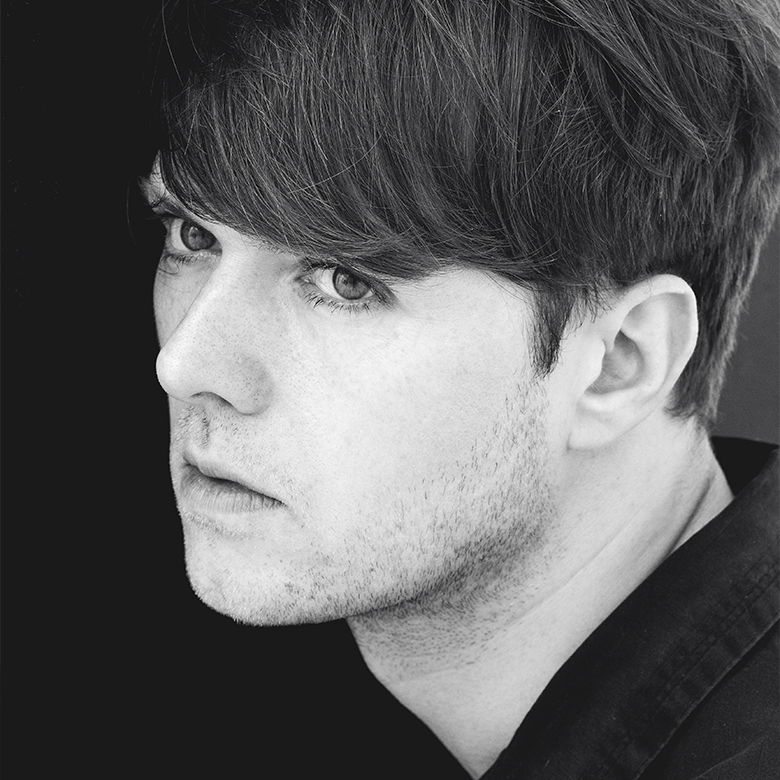
Hilton Theissen 2015

Hilton Theissen (* 5. März 1974 in Kapstadt), aufgewachsen in Deutschland, ist ein Komponist, Musik-Produzent, Sänger und Multiinstrumentalist, der im Rahmen seiner Stammprojekte Dark Millennium, Akanoid und Zoodrake, sowie diversen anderen musikalischen Projekten, Kooperationen und Produktionen veröffentlicht.

## Werdegang und Tätigkeit als Musiker
Hilton Theissen begann im Alter von sechs Jahren mit dem Erlernen von Gitarre und Schlagzeug und experimentierte früh mit Mehrspur-Tonaufnahmen und selbstkonstruierter Technik, bis er schließlich 1989 mit Christoph Hesse den ersten musikalischen Wegbegleiter und späteren Mitbegründer der progressiven Death-Metal-Band Dark Millennium fand. Zwischen 1992 und 1994 veröffentlichte die junge Band zwei Demos und zwei Alben und gab diverse Konzerte auf Festivals und Tourneen.
Nach der Auflösung der Band und der Veröffentlichung des Grunge-Projekts Cherub 1994 wurde Theissen als Sänger entdeckt und brachte 1995 mit Christoph Hesse (Schlagzeug), Gerold Kukulenz (Bass, Synthesizer) und Rafael Karnowski (Gitarre) das Projekt Rape – Children of a Lesser God via Polydor auf den Markt. Dies stellte zugleich den ersten Berührungspunkt mit elektronischer Musik dar, die fortan fester Bestandteil aller weiteren Eigenproduktionen wurde. Zwischen 1996 und 1998 experimentierte er innerhalb des letztgenannten Bandgefüges und in Kooperation mit Martin Hirsch (Jester’s March, House of Spirits, Secret Discovery), der Rafael Karnowski an der Gitarre ersetzte und in der Produktion mitwirkte, im Bereich des alternativen und elektronisch beeinflussten Rock, bis schließlich 1998 das Label Semaphore die Band unter dem Projektnamen Hilton unter Vertrag nahm und eine Albumproduktion im Düsseldorfer Crownhill Studio für die akustischen Aufnahmen, dem Studio des Psy-Trance-Künstlers Tarsis für die elektronischen Programmierung, und dem Studio Saal 3 von Heiko Maile (Camouflage) im Stuttgarter Medienhaus für die Abmischung unter Assistenz von Jochen Schmalbach in Auftrag. Noch während der laufenden Produktion meldete die Semaphore GmbH Konkurs an, und das Album wurde nie veröffentlicht, woraufhin sich die Band auflöste.
1999 gründete Hilton Theissen zusammen mit Uwe Lübbers die alternative und elektronisch basierte Band Akanoid, die bis 2003 beim in Köln ansässigen, und zur Zoomia-Gruppe Stuttgart gehörigen Label Insolation zwei Alben, drei Vinyl-Singles, ein Best of sowie diverse Features und Kompilationstracks verzeichnete.
Im Jahr 2000 beteiligte sich Theissen erfolgreich an der RTL-Fernsehshow Deine Band um die gecastete Band Public Animals, aber legte den Fokus danach wieder auf die eigenen Projekte im neugegründeten Elektrofish Studio, in dem zunächst die eigenen Bands Akanoid, Sphere, ebenfalls bei Insolation Records unter Vertrag, sowie das Psy-Trance-Projekt Spacefish, dessen erschienene Vinyl-Singles beim Trance Label Spirit Zone, veröffentlicht wurden.
Nach dem Wegfall der Nebenprojekte und dem in Kooperation mit der Verlagsedition Popfloor / BMG Ufa über den Alive Vertrieb veröffentlichten dritten Album, unterschrieb Theissen zusammen mit Bandkollege Uwe Lübbers 2004 beim noch jungen Independent-Label Echozone, bei dem bis 2011 zwei Alben und diverse Singles beziehungsweise EPs erschienen.
Zwischen 2012 und 2014 betätigte Theissen sich als Vorstandsmitglied des in Soest ansässigen Künstlerhauses Bem Adam ehrenamtlich in Sachen Kunst- und Kulturförderung sowie der Förderung des regionalen Musikernachwuchses und gastierte bei den im Haus verankerten Bandprojekten Pentarize und der Krautrockformation Weltraum als Gitarrist.
Nach der Produktion der Band Leichtmatrose für eine EP und das 2015 folgende Album ich, du und die andern gastierte Theissen als deren Gitarrist und Backgroundsänger im Vorprogramm der Neumond-Tour von Joachim Witt sowie bei Witts Geburtstagskonzert im Hamburger Grünspan 2015.
Bei der 2015 gegründeten Synthpop Band Seadrake zeichnete Theissen für Gesang, Gitarren sowie Songwriting und Koproduktion verantwortlich. Nach Veröffentlichung mehrerer Singles sowie des Debütalbums Isola und Auftritten auf internationalen Festivals wie dem Wave-Gotik-Treffen und dem Subkult Festival in Schweden kam es 2019 jedoch aufgrund interner Differenzen zur Trennung, in deren Folge Hilton Theissen die Band Zoodrake gründete.
Im März 2020 veröffentlichte Zoodrake nach drei digitalen Single-Auskopplungen ihr Debütalbum  purified.

## Werdegang und Tätigkeit als Produzent
Im Jahr 2000 gründete Theissen zusammen mit Uwe Lübbers und Linus Wessel (Tarsis) das bis heute betriebene Elektrofish Studio.
Nach zahlreichen Eigenproduktionen, Kooperationen (unter anderem mit Darrin Huss von Psyche, Thomas Elbern von Escape with Romeo und Marc Heal von „Cubanate“) und Remixen für andere Künstler, sowie dem Ausstieg von Linus Wessel vergrößerte sich das Elektrofish-Studio und expandierte ab 2006 zu den Elektrofish Studios Soest und Olsberg.
Das Elektrofish Studio wurde ab 2006 auch für Fremdproduktionen, Mix-und-Mastering-Aufträge sowie Auftragskompositionen für Bands, Labels und Verlage wie BMG Rights Management und die „Universal Music Group“ genutzt. So wurden unter anderem das letzte Studioalbum des britischen Bassisten Paul Raven (Killing Joke, Ministry) mit dem Namen Mob Research in Zusammenarbeit mit Mark Gemini Twaithe (The Mission, Peter Murphy, Tricky) und Tim Palmer koproduziert, abgemischt und gemastert. Aber auch stilistisch übergreifende Themen wie ein Vocal-House-Album für die Paco Rabanne Black-XS-Kampagne von Douglas, die Gesamtproduktion des Albums Tourist in Your Own Town der britischen Indie-Formation Friday Night Hero um den Frontmann Alex Uhlmann (Planet Funk) oder der Atari-8bit-Soundtrack zum 2014 veröffentlichten Retro-Computerspiel Dimo’s Quest fanden dort statt.

## Diskografie
Mit Akanoid
- siehe Akanoid#Diskografie

Mit Cherub
- 1994: Sarc Art (Massacre Records)

Mit Dark Millennium
- siehe Dark Millennium#Diskografie

Mit Majune
- 2002:  In<Ear>Flavour (Insolation Chilling)

Mit Rape
- 1995: Children of a Lesser God (Dream Circle Records/Polydor)

Mit Seadrake
- 2015: On the Run (Single, SDRK)
- 2015: What you do to me (Single, SDRK)
- 2018: Isola (Album, SDRK)

Mit Spacefish
- 2001: Voices EP (Spirit Zone Recordings)
- 2001: Das Konstrukt (Spirit Zone Recordings)

Mit Sphere
- 2001: Rotation (Album, Insolation)
- 2001: Still (Single, Insolation)
- 2001: Rotation (EP, Insolation)
- 2001: Symbiont / Angela’s Anger (Single, Insolation)

Mit Zoodrake
- siehe Zoodrake#Diskografie